# Грбови рејона Комије

Грбови рејона Комије обухвата галерију грбова административних јединица руске федералне републике Комије, са статусом градских округа и рејона, те њихове историјске грбове (уколико их има).
Већина грбова настала је након проглашење Републике Комије 1992. године.

## Грбови округа и рејона
- 1 — Грб округа 
 Сиктивкар
- 2 — Грб округа 
 Воркута
- 3 — Грб округа 
 Инта
- 4 — Грб округа 
 Усинск
- 5 — Грб округа 
 Ухта
- 6 — Грб округа 
 Вуктил
- 7 — Грб рејона 
 Ижемски
- 8 — Грб рејона 
 Књажпогостски
- 9 — Грб рејона 
 Којгородски
- 10 — Грб рејона 
 Корткеруски
- 11 — Грб рејона 
 Печора
- 12 — Грб рејона 
 Прилушки
- 13 — Грб рејона 
 Сосногорски
- 14 — Грб рејона 
 Сиктивдински
- 15 — Грб рејона 
 Сисољски
- 16 — Грб рејона 
 Тројицко-Печорски
- 17 — Грб рејона 
 Удорски
- 18 — Грб рејона 
 Уст-Вимски
- 19 — Грб рејона 
 Уст-Куломски
- 20 — Грб рејона 
 Уст-Циљемски